# 稻熱病菌
稻熱病菌（學名：Magnaporthe grisea），又稱稻瘟病菌，是屬於子囊菌門糞殼菌綱的植物病原菌，能對水稻造成嚴重的感染，也能感染小麥、裸麥、大麥與御穀等作物。稻熱病每年均造成嚴重的經濟損失，據統計，這種感染每年摧毀了可供超過6000萬人食用的水稻，目前已知85個國家有稻熱病發生。
现接受名为水稻稻瘟病菌（Pyricularia grisea Cooke ex Sacc., 1880）。

## 分類
稻熱病菌最早於1880年從馬唐分離，當時被命名為，1892年又從水稻中分離此菌，命名為，兩者雖有一些形態差異，但當時被認為是同種，故兩學名為同物異名。近年分子種系發生學的研究顯示稻熱病菌為一複合種，至少包含兩種不能互相雜交的物種 ，其中從馬唐屬植物中分離出來的物種是較狹義的M. grisea，從水稻等其他植物中分離者則被新命名為M. oryzae。其种加词“oryzae ”意为“水稻的”。

## 症狀

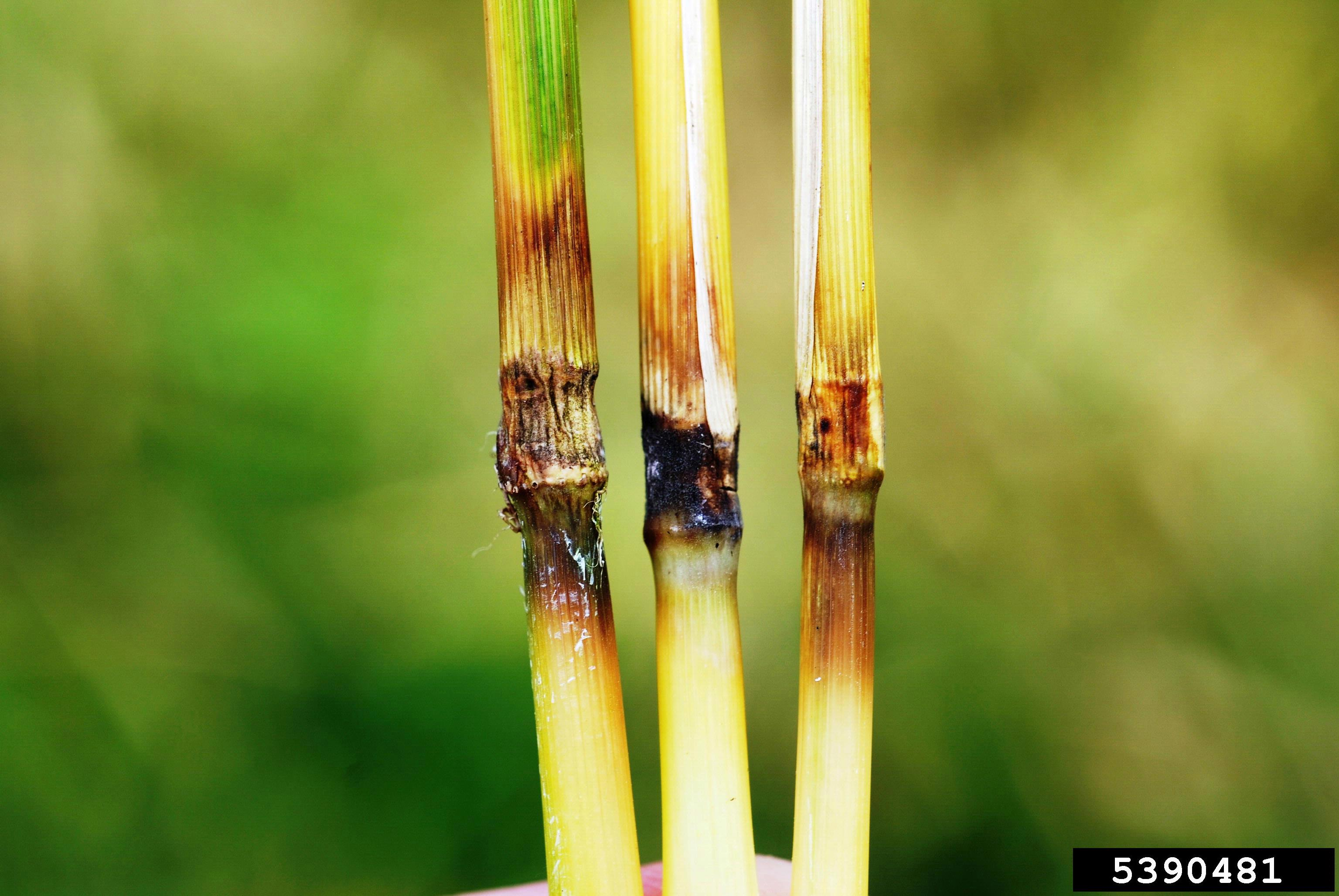
水稻莖上的節被稻熱病菌感染

稻熱病菌可感染M-201、M-202、M-204、M-205、M-103、M-104、S-102、L-204與Calmochi-101等品系的水稻，其中以M-201最容易被感染。其感染的初始症狀為葉上白色至灰綠色、邊緣較深的病斑，病斑變大後形狀會漸呈橢圓形或紡錘形，並可能與周圍病斑接合，使整片葉子枯萎，被感染的植物全株地上部位皆可能有症狀，節的感染會造成稈的斷裂，花序基部的感染為頸腐病（neck rot），可能使整個花序壞死而不能產生種子，造成植株產生的種子數量減少，葉圈（leaf collar，葉片與葉鞘的相連處）的感染為領腐病（collar rot），可能使整片葉壞死。

## 感染

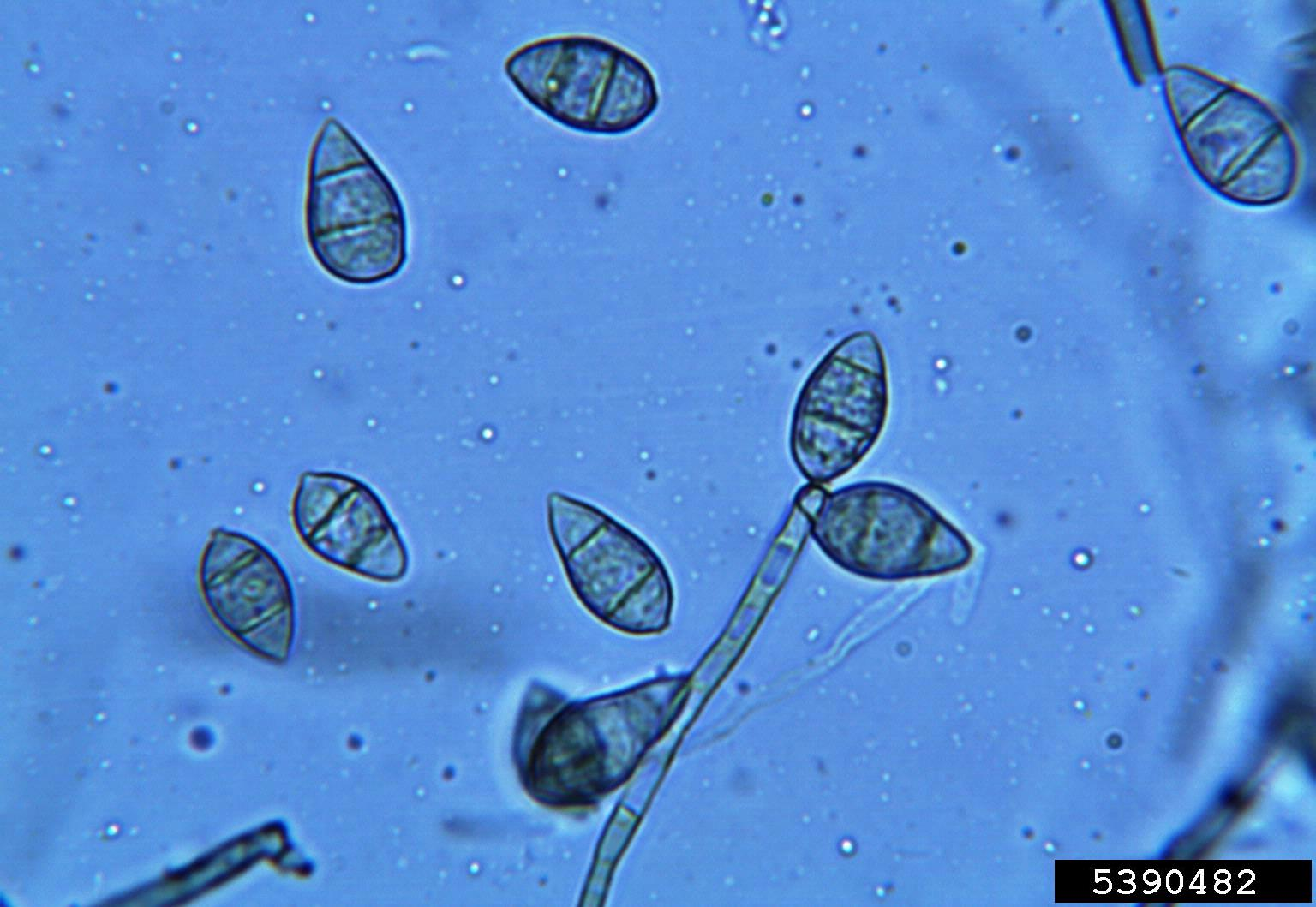
稻熱病菌的分生孢子

稻熱病菌透過分生孢子散播，其分生孢子在植株上萌發後，可形成特化的構造附著器以穿透植物組織，菌絲可經原生質絲在組織間生長蔓延，並再度產生分生孢子，在空氣中以氣流傳播。在環境良好的條件下，一次生長循環在一週內即可完成，一個病斑在一個晚上即可產生上千顆孢子，並可持續產生孢子長達二十天，對作物造成毀滅性的疫病。冬季時分生孢子可休眠於稻草或其他殘株中，待來年再感染作物。
稻熱病在溫帶地區相當嚴重，盛行於引水灌溉的低地與丘陵，高濕度的環境有利於發病，葉組織間的高含水量是感染的必要條件之一。最適稻熱病菌生長、產孢的環境為攝氏25-28度的溫度與接近飽和的相對濕度。過度施用氮肥或乾旱逆境等會降低植物的抗病能力，使其更容易被稻熱病菌感染，另外土壤排水期較長時，也可能因土壤充氣使較多氨被氧化成硝酸鹽，對植株造成逆境而有利感染。

## 防治

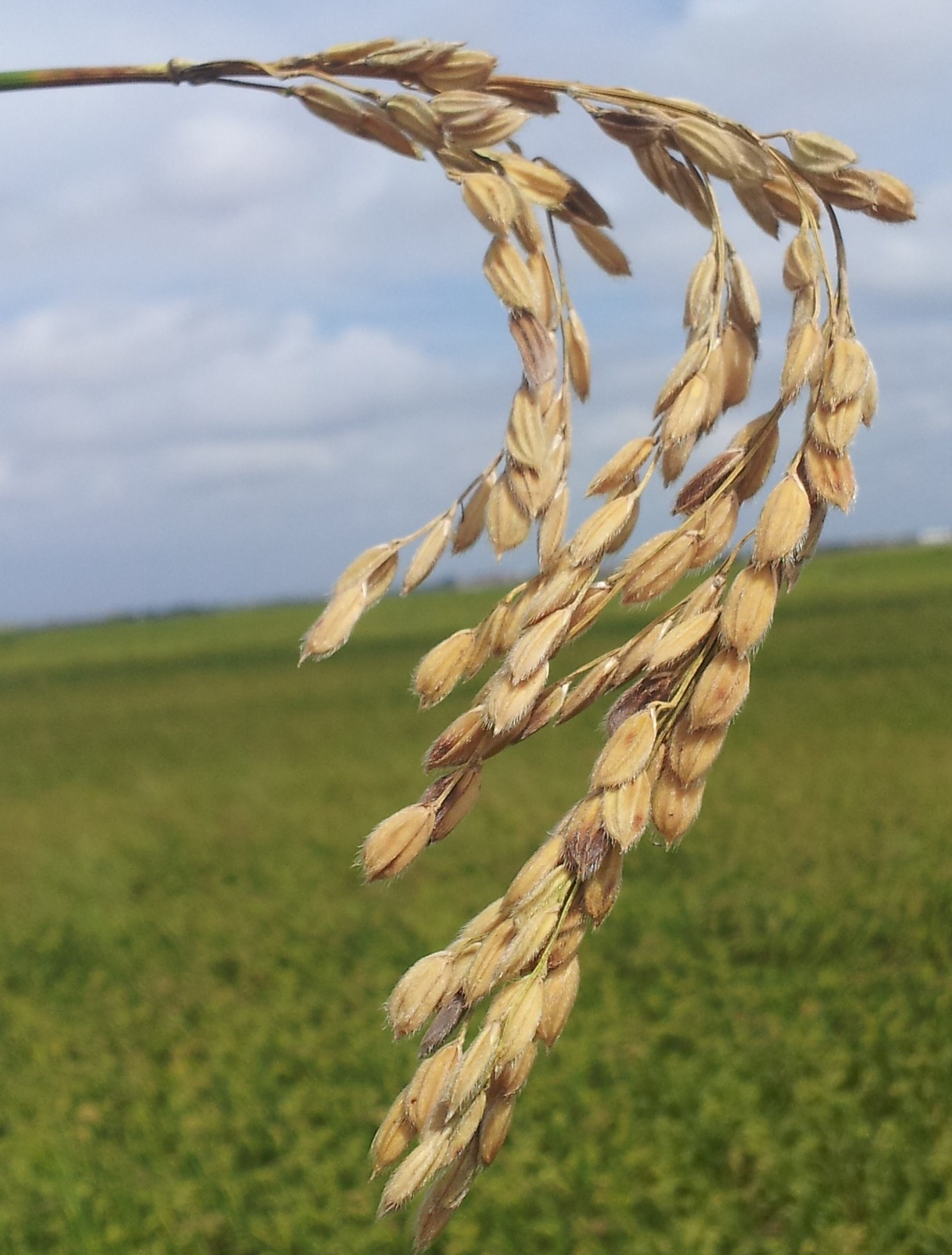
被稻熱病菌感染的水稻

已有稻熱病菌因基因突變而得以耐受化學農藥，或感染具抗性的水稻品系。防治稻熱病需要許多措施多管齊下，包括移除作物的稻稈、殘株以避免稻熱病菌的孢子殘留於其中越冬，以及多栽種對稻熱病菌抗性較高的水稻品系、施用藥劑消毒、避免過度施肥與定期灌溉等。加普胺等農藥已被證實可抑制稻熱病菌的附著器穿透植物組織，而避免感染。

## 重要性
稻熱病菌造成嚴重的稻作感染，因水稻為重要的食物來源，稻熱病的影響層面甚廣。目前已有85個國家存在稻熱病菌感染，每年損害的稻作足以供6000萬人食用。稻熱病菌從未在任一地區被完全清除。